# Carmen Hanganu
Carmen Hanganu (n. 1934, București, România – d. 16 martie 2024) a fost o soprană și profesoară de operă română stabilită în Germania. Carmen Hanganu a predat în anii 1990 - 2000 la Hochschule für Musik din Würzburg, Germania.  Una dintre cele mai cunoscute foste eleve ale sale este soprana de coloratură Diana Damrau.

## Articole conexe
- Listă de cântăreți de operă români